# ريتشارد إبستاين
ريتشارد إبستاين (بالإنجليزية: Richard Allen Epstein)‏ هو محامي أمريكي، ولد في 17 أبريل 1943 في نيويورك في الولايات المتحدة.

## وصلات خارجية
- ريتشارد إبستاين على موقع إن إن دي بي (الإنجليزية)